# Dania Santos
Dania Patricia Santos Ramírez (San Pedro de Macorís, 11 giugno 1964) è un'ex cestista dominicana.
È la sorella di Bárbara Santos.

## Carriera
Con la Rep. Dominicana ha disputato i Campionati americani del 1989.